# Susan Carter Holmes
Pour les articles homonymes, voir Carter.
Cet article possède un paronyme, voir Susan Carter.
Susan Carter Holmes, née le 1er juin 1933 , est une botaniste et taxonomiste des Jardins botaniques royaux de Kew. Elle a découvert et catalogué plus de 200 plantes de la famille des Euphorbiacées, particulièrement des plantes succulentes de l’Est de l’Afrique membres du genres Euphorbe, aussi bien qu’une vingtaine d’espèces d’Aloe. Toutes ces plantes et articles ont été publiés sous son nom de jeune fille Susan Carter.

## Biographie
Susan Carter Holmes est actuellement présidente de l’International Euphorbia Society (IES).
Les plantes nommées en son honneur sont :
- Euphorbia carteriana P.R.O.Bally 1964
- Euphorbia holmesiae Lavranos 1992
- Euphorbia susanholmesiae Binojk. & Gopalan 1993